# Xylocopa varentzowi
Xylocopa varentzowi är en biart som beskrevs av Morawitz 1895. Xylocopa varentzowi ingår i släktet snickarbin, och familjen långtungebin. Inga underarter finns listade i Catalogue of Life.